# 川内将嗣
川内 将嗣（かわち まさつぐ、男性、1985年11月25日 - ）は、日本のアマチュアボクシング選手。北京オリンピック・ライトウェルター級日本代表。佐賀県鹿島市出身。ヒット&アウェイを得意とするサウスポースタイルのボクサータイプ。陸上自衛官で、階級は2等陸曹である。

## 来歴
剣道一家に生まれ育ったこともあり、父親に勧められて小学校3年から中学までは剣道に打ち込んでいたが、佐賀龍谷高校に入学後ボクシングを始める。3年時にはライト級（57kg - 60kg）で三冠（全国高校選抜、全国高校総体、国体で優勝）を達成。
2004年専修大学進学後、2年で全日本選手権ウェルター級（64kg - 69kg）で優勝。3年、4年時には全日本選手権ライトウェルター級で優勝。国体でも3連覇を果たした。大学時代、国内では1敗しかしておらず（1年時の全日本選手権決勝）、その相手は現在プロの世界ランカー、亀海喜寛だった。
2008年4月より自衛隊体育学校に所属。
大学4年時の2007年11月、シカゴで開催された世界ボクシング選手権大会に出場。10月23日、1回戦でアテネオリンピック金メダリストのマヌス・ブンジュモンを14-9で下す番狂わせを演じ、その後も勝ち進み、日本人として1978年フライ級の石井幸喜以来29年ぶり2人目の銅メダルを獲得。それと同時に2008年北京オリンピック出場権も得た。
2008年、バンコク開催のキングスカップでは準々決勝でRSC勝ちを収めるが、準決勝では傷めていた指の温存を考慮して途中棄権し、銅メダルを獲得。同年の北京オリンピックではシード選手として8月14日の2回戦から出場し、そこでマヌス・ブンジュモンに1-8で敗れたが、帰国後は全日本社会人選手権で優勝を収め、2007年度、2008年度ともにプロ・アマチュア年間表彰選手選考会でアマチュア部門の最優秀選手賞に選出された。
2009年は、珠海開催のアジア選手権で銅メダルを獲得後、9月1日にミラノで開催された世界選手権に出場。1回戦でリトアニア選手に5-8のポイント負けを喫した。11月22日に第79回全日本選手権ライトウェルター級に出場し、ポイント勝利で5年連続優勝を収めるとともに3大会連続のMVPを獲得し、さらにバクー開催のAIBAプレジデントカップで銅メダルを獲得した。
現役選手を除く歴代のオリンピック・世界選手権日本人メダリストはいずれもメダル獲得後プロに転向しているが、川内はプロ入りについては考えていないという。
2012年4月、カザフスタンのアスタナで行われたアジア選手権に出場した。準々決勝で敗退し、2012年ロンドンオリンピックの出場を逃した。
2014年4月5日、味の素ナショナルトレーニングセンターで開催された2014年アジア競技大会の日本代表選考会に出場し、代表選手に選出された。

## 受賞歴
- 第44回専修大学体育会最優秀新人賞・殊勲選手賞（2004年）[9]
- 第45・46・47回専修大学体育会最優秀選手賞（2005年[10]、2006年[11]、2007年[12]）
- プロ・アマチュア年間表彰
  - 2007年アマチュアボクシング部門 最優秀選手賞[13]
  - 2008年アマチュアボクシング部門 最優秀選手賞[14]
  - 2009年アマチュアボクシング部門 最優秀選手賞[15]
  - 2011年アマチュアボクシング部門 努力賞[16]
- 佐賀県スポーツ優秀賞・個人（2008年[17]、2009年[18]、2010年[19]、2011年[20]）

### 映像資料
1. ↑  川内将嗣 キングスカップ素材 荒編2 (抜粋). 善理俊哉（格闘技ライター）のYouTubeチャンネル. 2 September 2011.  該当時間: 3:05. 2012年9月12日閲覧。
2. ↑  川内将嗣 キングスカップ素材 荒編3 (抜粋). 善理俊哉のYouTubeチャンネル. 2 September 2011.  該当時間: 2:12. 2012年9月12日閲覧。